# Séquence Nusbaum
Pour les articles homonymes, voir Nusbaum (homonymie).

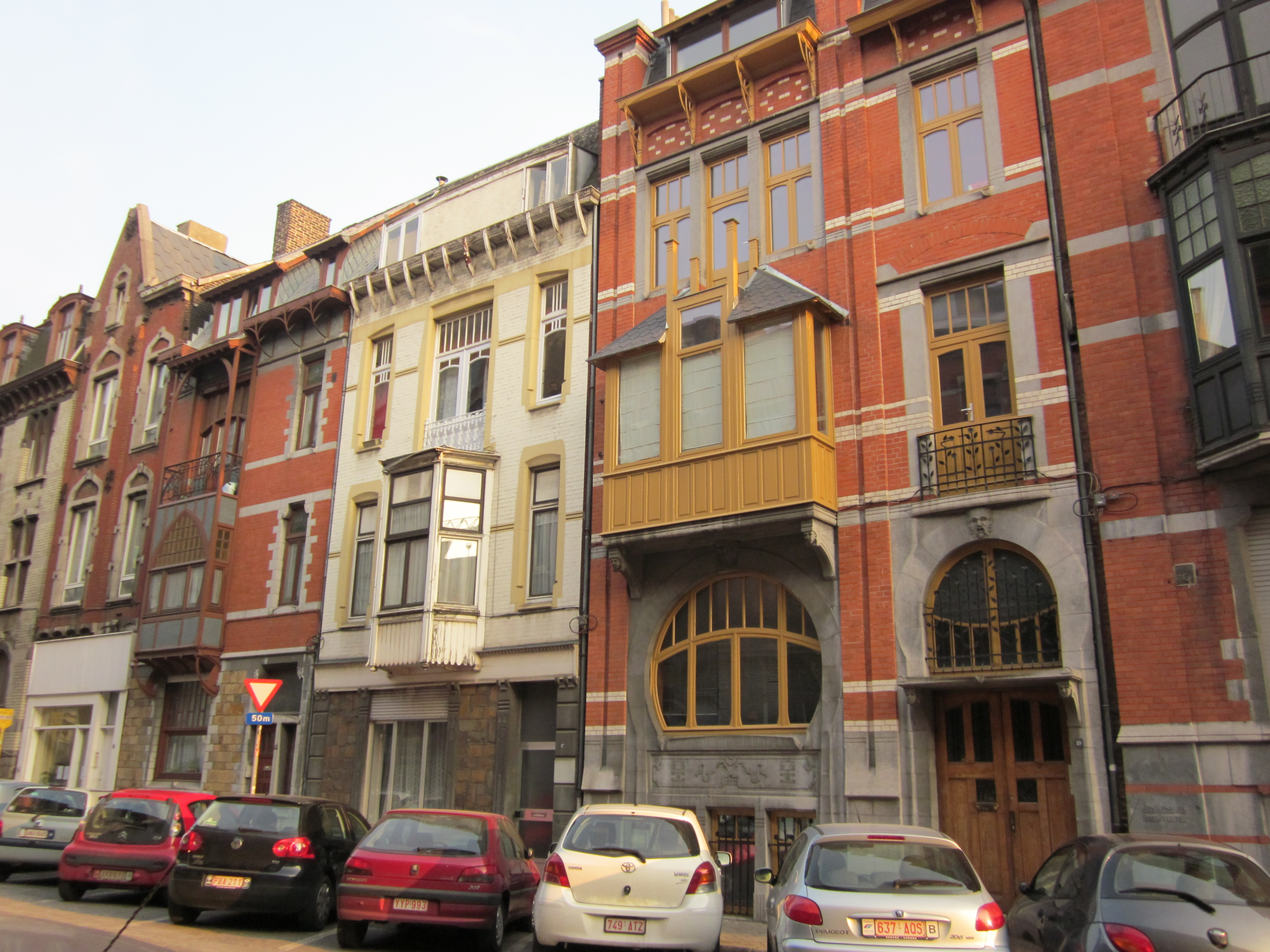
Une partie de la Séquence Nusbaum rue Léon Mignon

La séquence Nusbaum ou ensemble Nusbaum est un ensemble de neuf maisons contiguës de style Art nouveau  situé à Liège dans la rue Léon Mignon du no 11 au no 27. Elle est l'œuvre de l'architecte liégeois Joseph Nusbaum.
On doit à cet architecte une autre séquence de trois maisons situées rue du Vieux Mayeur, également à Liège, aux no 51 à 55.

## La Séquence Nusbaum de la rue Léon Mignon

### Situation

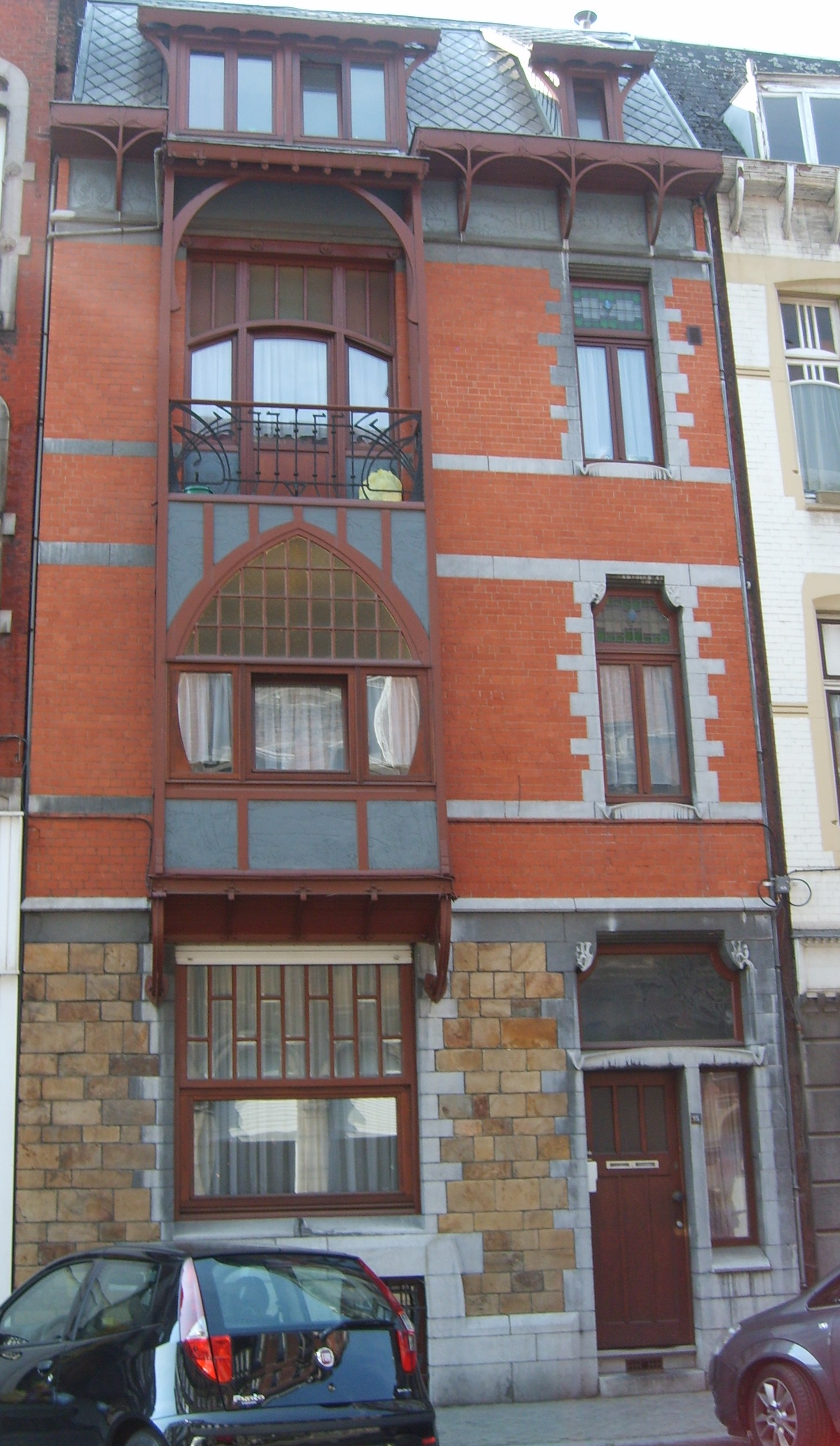
Liège : rue Léon Mignon, 15

Les neuf maisons de la Séquence Nusbaum se situent à Liège dans la rue Léon Mignon du no 11 au no 27, à quelques pas du carrefour du Cadran et à quelques minutes de la place Saint-Lambert. La Maison Lapaille de l'architecte Victor Rogister se trouve derrière cette séquence dans la rue Saint-Severin.

### Description
Chaque façade est originale que ce soit par les matériaux utilisés, dessin des portes, baies vitrées ou oriels ou encore par le choix de la décoration (ferronnerie, sgraffite, sculptures).
Mais cette séquence présente une véritable unité de style.
Des éléments remarquables sont à épingler dans la plupart des constructions.
Au n° 11, la baie d'imposte forme un arc brisé et outrepassé surmonté d'une tête de femme sculptée et de deux sgraffites (abîmés) à motif floral. 
Au n° 15, l'oriel est débordant d'originalité : des sgraffites paysagers gris-bleu entourent une baie en arc brisé tandis que le fer forgé du balcon se décline en coup de fouet. Le jeu des consoles de la corniche est très réussi.
Au n° 17, au-dessus de la corniche, un large sgraffite (presque aveugle) représente une tête de femme entourée de ramifications végétales. La couleur blanche de la façade tranche résolument avec les habitations voisines. Les petits bois et vitraux subsistent au second étage.

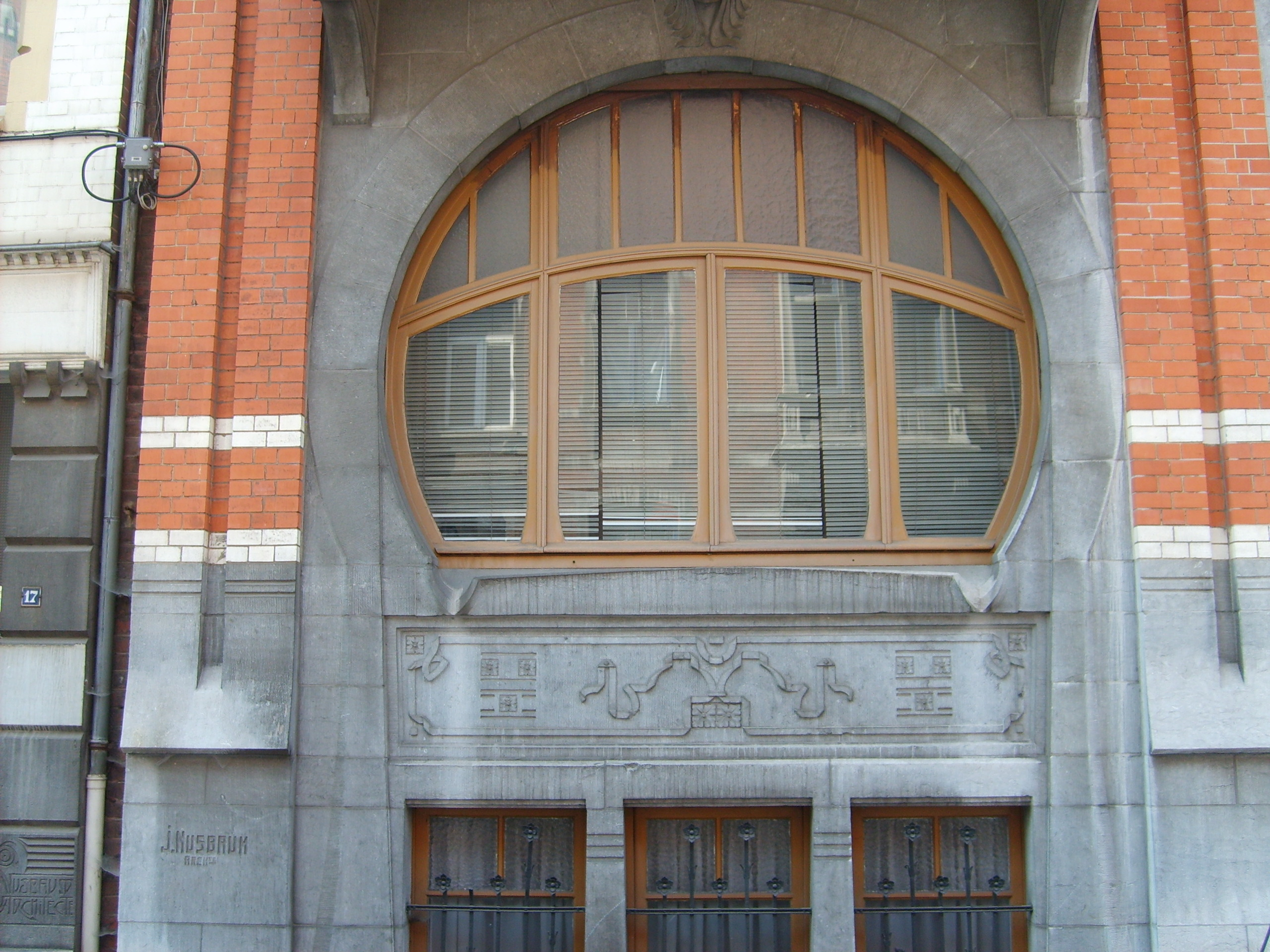
Liège : Rue Léon Mignon, 19

Au n° 19, la baie d'imposte protégée par une ferronnerie en feuilles et fleurs dessine un arc en plein cintre dont le sommet  est occupé par un diable plaintif. Les consoles de l'auvent en pierre au-dessus de la porte d'entrée sont ornées de petites têtes sculptées. La baie vitrée du rez-de-chaussée en forme d'un bel arc outrepassé présente une allège sculptée de formes géométriques et florales. Le toit à trois pentes de l'oriel ainsi que le petit balcon central démontre de nouveau d'une grande audace dans cette construction. 
Au n° 21, la baie d'imposte est ornée d'un vitrail stylisant un lever de soleil.  Les consoles de l'auvent en pierre au-dessus de la porte sont ici sculptés de figures aux yeux clos et à la bouche béante. Sous la petite fenêtre près de la porte, la boîte aux lettres est entourée d'un dessin géométrique et floral que l'on retrouve sous les allèges des baies du rez-de-chaussée. La corniche à deux niveaux est supportée par une multitude de modillons. On en compte en effet vingt-trois.

## La Séquence Nusbaum de la rue du Vieux Mayeur

### Situation
Ces maisons art nouveau se trouvent à Liège dans la rue du Vieux Mayeur aux n° 51, 53 et 55.
La rue du Vieux Mayeur qui va du quai de Rome à la place Général Leman est une artère qui fut très prisée par les architectes de style art nouveau à Liège. Une douzaine de maison de ce style y sont construites dont deux par Paul Jaspar aux n° 38 (Maison Van der Schrick) et 42/44 (Maison Jaspar).

### Description
Au n° 51, la brique claire illumine la façade. Elle est régulièrement entrecoupée par des bandes de pierre bleue ou de brique rouge. La porte d'entrée et sa petite baie adjacente sont surmontées par une baie d'imposte aux formes orientales.
Sur les allèges des baies des premier et second étages, deux céramiques montrant des fleurs stylisées agrémentent la partie gauche du bâtiment.

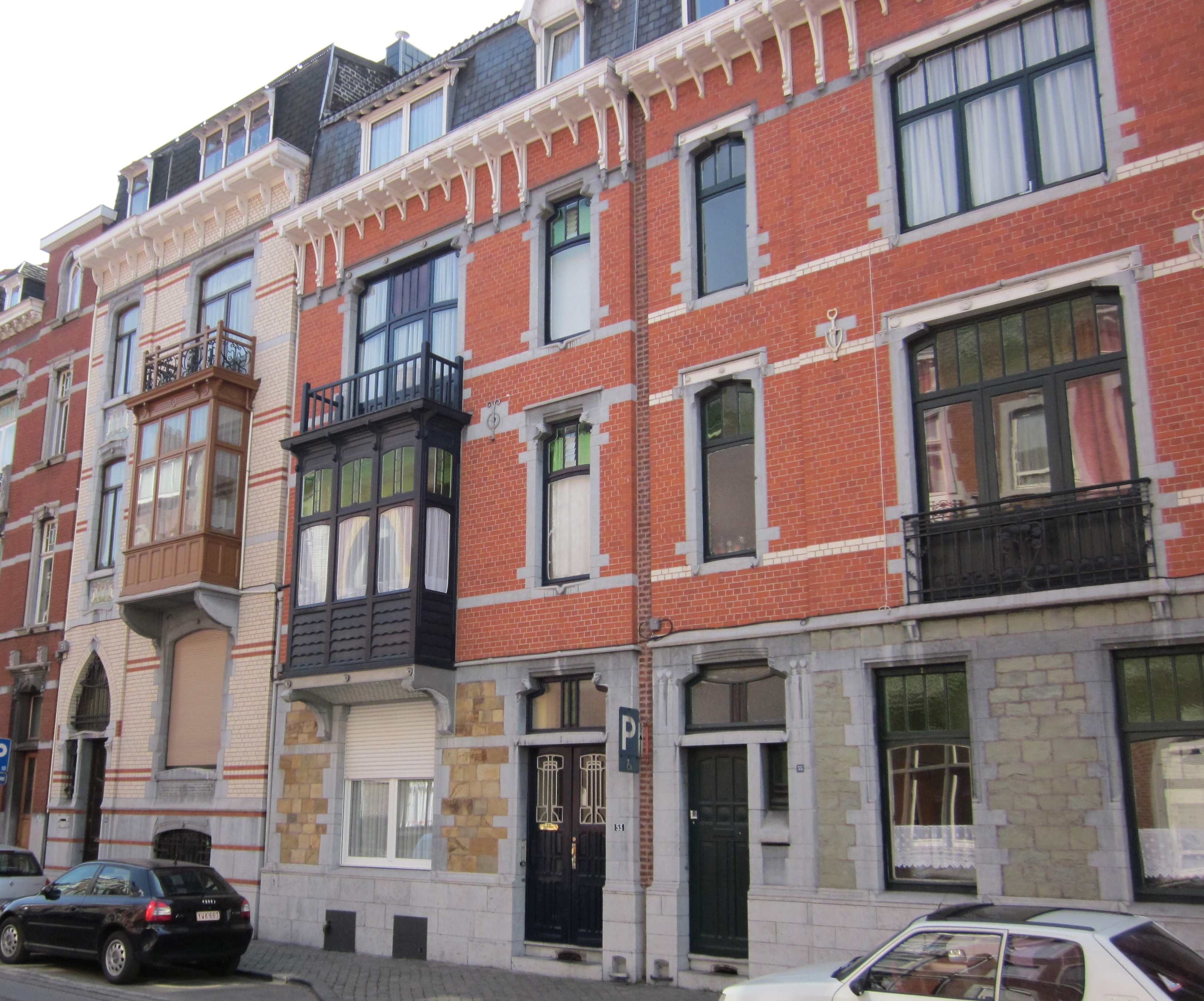
Liège : rue du Vieux Mayeur, 51, 53, 55

Les n° 53 et 55 sont de faux jumeaux. Tout se ressemble. Pourtant, tout est différent. Ici, Joseph Nusbaum a pris un malin plaisir en multipliant les différences qu'un œil attentif finira par trouver.
Parmi celles-ci, on remarquera que la disposition des consoles des corniches diffère. On trouve un oriel au n° 53 et une grande baie vitrée avec balcon au n°55. 
Au rez-de-chaussée, une grande baie vitrée et une porte à deux battants au n° 53. Deux petites baies vitrées, une porte simple avec fenêtre adjacente au n° 55. Du grès jaune et brun au n° 53, du gris-vert au n° 55.  Les encadrements de baies et les petits bois sont aussi différents.

### Source
- Alice Delvaille et Philippe Chavanne, L'art nouveau en Province de Liège, Éditions du Perron, 2002  (ISBN 2-87114-188-6)